# Boletinellus
Boletinellus  es un género de hongos de la familia Boletinellaceae (suborden Sclerodermatineae de los Boletales). El género fue descrito por primera vez por el micólogo estadounidense William Alphonso Murrill en 1909.